# Tomeștii Vechi, Glodeni
Tomeștii Vechi este un sat din comuna Balatina din raionul Glodeni (Republica Moldova). În anul 2004, avea 40 de locuitori: 37 de moldoveni/români și 3 ruși.

## Istorie
Satul a fost atestat într-un document fără datare exactă care este atribuit perioada anilor 7106 - 7107 <cca. 20 februarie 1598 - 1599>:
„Iată dar eu, Rusul din Bădeni, sluga lui Drăgan Ciolpan pârcălab, recunosc singur de la sine cu zapisul meu că am vândut o bucată de ocină din satul Tomești, din ținutul Iași, partea lui Păcurar, care se va alege partea lui, și am vândut acea bucată de ocină panului Macri mare armaș, pentru 35 de taleri, și doi boi și o vacă și un cal, însă bun. Și am luat acei 35 de taleri înainte, iar acei boi și acea vacă să aibă a mi-i da când îi voi da lui uricul și îi voi face ispisoc și uric de la domnul nostru.

Și au fost la tocmeala noastră: jupan Drăgan Ciolpan, și Andreica din Vârtop fost pârcălab, și Bran spătar și multe slugi domnești

Și însuși Drăgan Ciolpan a scris și a pus pecetea...”